# Вишњица (Сопје)
Вишњица је насељено место у општини Сопје, Вировитичко-подравска жупанија, Хрватска.

## Историја
До територијалне реорганизације у Хрватској била је у саставу старе општине Подравска Слатина.

## Становништво
У попису становништва из 2011. године, Вишњица није имала становника.
| Број становника према пописима | Број становника према пописима | Број становника према пописима | Број становника према пописима | Број становника према пописима | Број становника према пописима | Број становника према пописима | Број становника према пописима | Број становника према пописима | Број становника према пописима | Број становника према пописима | Број становника према пописима | Број становника према пописима | Број становника према пописима | Број становника према пописима | Број становника према пописима |
| ------------------------------ | ------------------------------ | ------------------------------ | ------------------------------ | ------------------------------ | ------------------------------ | ------------------------------ | ------------------------------ | ------------------------------ | ------------------------------ | ------------------------------ | ------------------------------ | ------------------------------ | ------------------------------ | ------------------------------ | ------------------------------ |
| 1857                           | 1869                           | 1880                           | 1890                           | 1900                           | 1910                           | 1921                           | 1931                           | 1948                           | 1953                           | 1961                           | 1971                           | 1981                           | 1991                           | 2001                           | 2011                           |
| 67                             | 103                            | 101                            | 220                            | 237                            | 241                            | 210                            | 137                            | 151                            | 207                            | 171                            | 140                            | 50                             | 42                             | 6                              | 0                              |

Напомена: Самостално насеље од 1981. Настало је осамостаљивањем дела насеља Горњи Михољац (Слатина).

### Попис1991.
У попису становништва из 1991. године, Вишњица је имало 42 становника, следећег националног састава:
| Попис 1991.‍ | Попис 1991.‍ | Попис 1991.‍ | Попис 1991.‍ | Попис 1991.‍ |
| ----------- | ----------- | ----------- | ----------- | ----------- |
|             |             |             |             |             |
| Хрвати      | Хрвати      |             | 23          | 54,76%      |
| Срби        | Срби        |             | 17          | 40,47%      |
| Црногорци   | Црногорци   |             | 2           | 4,76%       |
| укупно: 42  |             |             |             |             |